# 레지 워커
레지 워커(Reggie Walker, 본명: 레지날드 에드가 워커, Reginald Edgar Walker, 1889년 3월 16일 더반 – 1951년 11월 5일)는 남아프리카의 육상 경기 선수이자 1908년 올림픽 100m 챔피언이었다.